# 1956년 아모르고스섬 지진
1956년 아모르고스섬 지진은 1956년 7월 9일 오전 3시 11분(UTC)에 그리스 아모르고스섬 해역에서 발생한 지진이다. 지진 규모는 모멘트 규모 기준 Mw7.7, 진도는 수정 메르칼리 진도 계급 기준 최대 IX를 관측했다. 지진의 진앙은 에게해 키클라데스 제도 가장 동쪽에 있는 아모르고스섬 남쪽 해역이다. 이 지진으로 아모르고스섬과 인근의 산토리니섬에 큰 피해가 발생했다. 20세기 그리스에서 발생한 지진 중 규모가 가장 큰 지진이다. 본진 13분 후 산토리니섬 인근에서 규모 M7.2의 여진이 이어졌다. 지진으로 최대 높이 30 m 이상의 쓰나미가 발생했다. 지진과 쓰나미의 영향으로 53명이 사망했고 100명 이상이 부상을 입었다.

## 지질학적 환경
키클라데스 제도는 남쪽으로는 남에게 화산호(SAVA)가, 북쪽으로는 북아나톨리아 단층의 연장선상까지 이어지는 에게해판의 판 내부 확장 구조 지각대 내에 있다. 이 확장 구조는 아프리카판의 평판 섭입 현상으로 헬레닉호가 튀어나오면서 발생한 현상이다.

## 지진
지진의 단층면해 분석 결과 SW-NE 방향 주향을 가진 정단층형 지진으로 확인되었다. 여진의 분포를 분석하면 단층면해가 말하는 2개 단층면 중 하나로 구분할 수 있는데 본진 단층면은 동남쪽 방향으로 25° 경사를 가진 경사면으로 파악된다. 단층 파열 지역은 진원부터 시작해 총 길이 110 km, 깊이는 26 km로 추정되며 상부 맨틀까지 파열이 이어졌다.

## 지진해일
쓰나미는 에게해 대부분 지역에 영향을 미쳤다. 관측된 최대소상고 분포가 다양하고 서로 다른 시기에 쓰나미가 도달하는 등의 정황을 볼 때 쓰나미는 지진으로 발생한 수중 산사태가 가장 큰 원인으로 지목된다.

## 피해
산토리니섬에 피해가 집중되었다. 지진으로 주택 529채가 피해를 입었고 기타 여러 주택도 피해를 입었다. 지진으로 총 53명이 사망했는데 이 중 쓰나미로 3명이 사망했다.

## 같이 보기
- 1956년 지진
- 그리스의 지진 목록
- 2025년 산토리니 군발지진

## 참고 문헌
- Leclerc, Frédérique; Palagonia, Sylvain; Feuillet, Nathalie; Nomikou, Paraskevi; Lampridou, Danai; Barrière, Paul; Dano, Alexandre; Ochoa, Eduardo; Gracias, Nuno; Escartin, Javier (2024). “Large seafloor rupture caused by the 1956 Amorgos tsunamigenic earthquake, Greece”. 《Communications Earth & Environment》 5 (1). doi:10.1038/s43247-024-01839-0. ISSN 2662-4435.